# Aces High
Aces High is een single van Iron Maiden. Het nummer verscheen op 22 oktober 1984 en was de tweede single van het album Powerslave. 

## Overzicht
Het lied gaat over Britse RAF piloten die tegen de Duitse Luftwaffe vechten tijdens de Battle of Britain (1940), het eerste gevecht waarbij enkel vliegtuigen werden gebruikt.

"Aces High" is een van Iron Maidens populairste nummers en is al vele malen gecoverd geweest. Het werd meer dan een maand na dat Powerslave uitkwam uitgebracht. Het lied zit in het spel Madden NFL 10 als deel van de Soundtrack en kwam ook voor op het MTV programma Nitro Circus. Als de band het nummer live speelt wordt het gewoonlijk voorafgegaan door Winston Churchills bekende redevoering "We shall fight on the beaches".

## Tracklist
1. "Aces High" (Steve Harris) - 4:31
2. "King of Twilight" (cover van Nektar) - 4:54
3. "The Number of the Beast" (live in Dortmund, 18 december 1983) (Steve Harris) - 5:07

## Bezetting
- Bruce Dickinson - zang
- Dave Murray - gitaar
- Adrian Smith - gitaar
- Steve Harris - basgitaar
- Nicko McBrain - drums